# Vrhnika pri Ložu
Vrhnika pri Ložu – wieś w Słowenii, w gminie Loška dolina. W 2018 roku liczyła 167 mieszkańców.